# Birds in Row
Birds in Row és una banda francesa de hardcore punk que es va formar el 2009 a Laval i està composta per tres membres: T, Q i B. Van signar amb la discogràfica Deathwish Inc. el 2011 i l'any següent van publicar el seu àlbum de debut, You, Me & the Violence.

## Trajectòria
Dos dels membres van formar Birds in Row una setmana després que la seva banda anterior es separés i ja van gravar la seva primera cançó al cap d'una setmana. El grup va escollir aquest nom perquè els ocells, tot i poder volar lliurement, «sovint decideixen volar en grup o posar-se en fils seguits. Això representa per a nosaltres el fet que la gent pot triar ser lliure, però sempre acaba seguint els altres per a sentir-se còmoda». També van optar per cantar en anglès perquè «volíem que el màxim de gent ens entengués».
El 2012, Vitriol Records va reeditar els primers dos EP del grup en forma de recopilació titulada Collected. Birds in Row va fer una gira pels Estats Units d'Amèrica amb Loma Prieta el març de 2012, i amb Touché Amoré, Defeater i Code Orange Kids l'abril de 2013. El juny de 2012 es va publicar el videoclip de la cançó «Pilori», i el 4 de setembre de 2012 es va publicar l'àlbum de debut You, Me & the Violence. L'agost del mateix any, la banda va fer una gira per Europa amb Converge i Rise and Fall, i pel Regne Unit al desembre. El juliol de 2013 van tocar al Fluff Fest de Txèquia per primera vegada, tornant-hi el 2015 i el 2017.
Les seves lletres tracten sobre «les relacions amb les persones i com certes decisions afecten aquestes relacions».
Birds in Row és una banda formada per tres membres amb un guitarrista/vocalista, un baixista i un bateria. Les cares dels components s'amaguen intencionadament i solen ser referits únicament per les inicials: B, D o T. Birds in Row fan aquest esforç conscientment perquè aparegui com una sola entitat: «No es tracta de tres individus, sinó de cançons, idees i punts de vista que les nostres vides tenen en comú. Així que, com ens han demanat fotos promocionals, hem decidit retallar-les perquè tot el que pugueu veure sigui una banda». El 2014, el grup va fer un canvi de formació i D va ser substituït per Q.

## Discografia

### Àlbums d’estudi
- You, Me &amp; the Violence (2012, Deathwish)
- We Already Lost the World (2018, Deathwish)[4]
- Gris Klein (2022, Red Creek)[5]

### Recopilacions
- Collected (2012, Vitriol Records)

### EP
- Rise of the Phoenix (2009, Vitriol Records)
- Cottbus (2010, Vitriol Records)
- Birds in Row / WAITC (compartit, 2015, Throatruiner Records)
- Personal War (2015, Deathwish)